# 虞叔攻虞公之战
虞叔攻虞公之战，是指春秋初期虞国的內戰。
前702年（周桓王十八年、鲁桓公十年），当初虞公的兄弟虞叔藏有美玉，虞公向他索要美玉，虞叔一开始没有进献，但在不久后悔说：“周朝有谚语说：‘匹夫无罪，怀璧其罪’。我用得着美玉吗，难道要用它买来祸害？”于是把玉璧献给了虞公。虞公又向虞叔索求宝剑，虞叔说：“他没有满足的时候了。满足不了他，祸害会到我身上。”于是就攻打虞公，虞公逃亡到共池。《汉书·古今人表》将虞公、虞叔定位七等下上。